# Sfeçla
Sfeçla (albanisch auch Sfeçël, serbisch Светље Svetlje) ist ein Dorf in der Gemeinde Podujeva im nördlichen Kosovo.

## Geographie
Sfeçla liegt rund 30 Kilometer östlich von Mitrovica und rund 30 Kilometer nördlich von Pristina nahe der Straße und Bahnlinie Niš-Pristina. Benachbarte Ortschaften sind Ballofc, Lladofc, Shajkofc, Dumosh, Siboc i Epërm, Gllamnik und Surkish. Die Stadt Podujeva ist im Norden rund drei Kilometer von Sfeçla entfernt.

## Bevölkerung
Die Volkszählung von 2011 ergab für Sfeçla eine Einwohnerzahl von 1739. Davon bezeichneten sich 1735 (99,77 %) als Albaner.
| Census    | 1948 | 1953 | 1961 | 1971 | 1981 | 1991 | 2011 |
| --------- | ---- | ---- | ---- | ---- | ---- | ---- | ---- |
| Einwohner | 765  | 812  | 954  | 1206 | 1522 | 1790 | 1739 |

## Söhne und Töchter des Ortes
- Fadil Vokrri (1960–2018), Fußballspieler

## Galerie

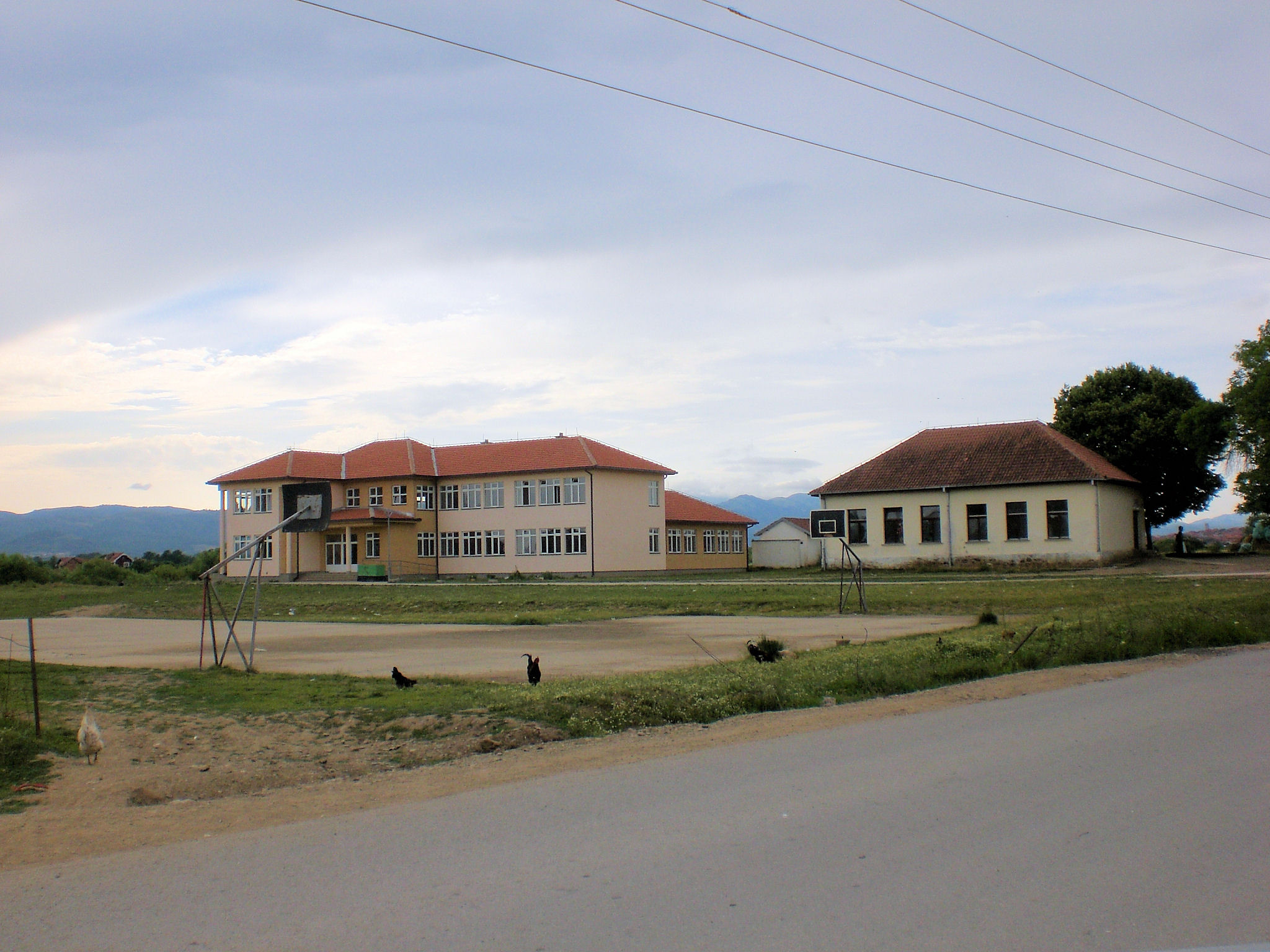
Schule
Landschaft
Moschee